# Тринітроанілін
Тринітроанілін, C6H2(NH2)(NO2)3 — 2,4,6-тринітроанілін (пікрамід; 2,4,6-тринітробензенамін).
Зовнішній вигляд: жовті моноклінні кристали (розчинник перекристалізації — оцтова кислота).
Вперше був отриманий Пізані в 1854 р. дією п'ятихлористого фосфору на пікринову кислоту і подальшою обробкою отриманої хлоропохідної твердим вуглекислим амонієм. Може бути отриманий нітрацією аніліну, після переведення його в ацетанілід.
По вибухових характеристиках близький до тротилу.